# Dasypus
Dasypus è un genere di mammiferi xenartri appartenenti alla famiglia dei Dasipoidi (Dasypoidae). È l'unico genere della sottofamiglia Dasypodinae.
Comprende le seguenti specie viventi:
- Dasypus hybridus - armadillo meridionale
- Dasypus kappleri - armadillo maggiore
- Dasypus novemcinctus - armadillo a nove fasce
- Dasypus pilosus - armadillo peloso
- Dasypus sabanicola - armadillo degli llanos
- Dasypus septemcinctus - armadillo a sette fasce
- Dasypus yepesi

Al genere è ascritta anche la specie estinta dell'armadillo splendido, Dasypus bellus, oltre al genere fossile Astegotherium.